# Dieter Hallervorden
Dieter (Didi) Hallervorden (Dessau, 5 september 1935) is een Duitse komiek, cabaretier, regisseur, schrijver en theaterproducent.

## Jeugd en opleiding
Hallervorden werd in 1935 in Dessau geboren als zoon van een doktersassistente en een ingenieur. Zijn grootvader, Hans Hallervorden was een bekend tuinarchitect (Wörlitzer Park) en redde met zijn ingrijpen in 1938 de synagoge van Wörlitz die door twee SA-mannen in brand gestoken zou worden. Gedurende de Tweede Wereldoorlog verbleef Hallervorden in Quedlinburg in de Harz en keerde na de Duitse nederlaag in Dessau terug waar hij in 1953 zijn opleiding aan het Philanthropinum Dessau afsloot met het Abitur.
Hij begon een studie romanistiek aan de Humboldtuniversiteit in Berlijn en ontmoette daar Victor Klemperer die een diepe indruk achterliet. In 1958 vluchtte Hallervorden naar West-Berlijn en begon daar een studie Publizistik en theaterwetenschappen aan de Vrije Universiteit Berlijn. Naar eigen zeggen maakte hij in die tijd plannen voor een aanslag op Walter Ulbricht, die echter door het ingrijpen van een vriendin niet tot uitvoering kwam.
Naast zijn studies had hij bijbanen als gids, bouwvakker, tuinier en chauffeur voor een bierbrouwerij en deed auditie voor de Max-Reinhardt-Schule für Schauspiel en het cabaretgezelschap Die Stachelschweine ("De Stekelvarkens"), waar hij echter afgewezen werd. In 1960 richtte hij zijn eigen cabaret op, Die Wühlmäuse ("De woelmuizen") waarvan hij tot op heden directeur is. Hij hing zijn studie aan de wilgen en volgde privé-lessen bij Marlise Ludwig.

## Carrière

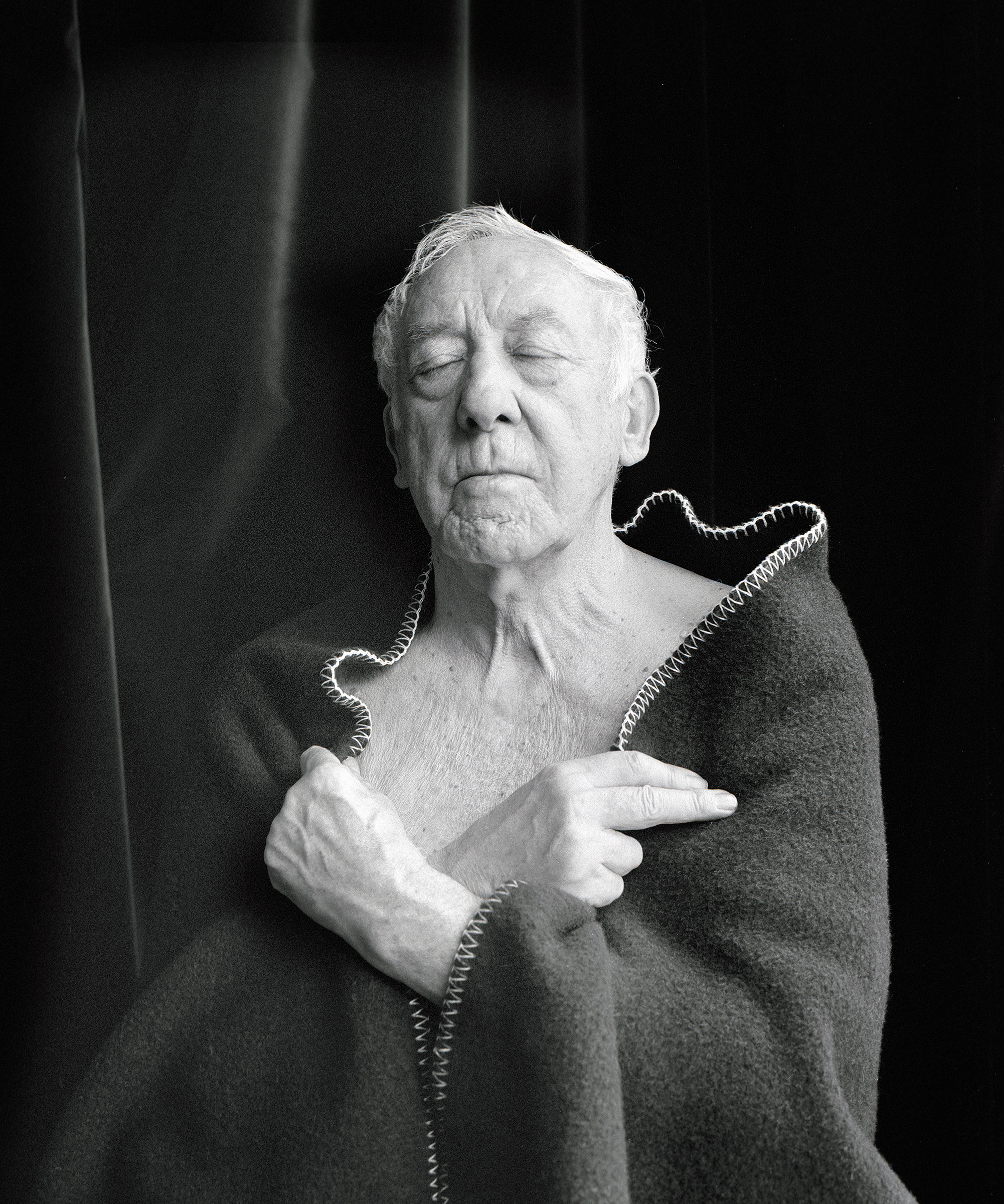
Dieter Hallervorden gefotografeerd door Oliver Mark, Berlijn 2013

Zijn eerste theater-ervaring deed Hallervorden op aan de Berlijnse Tribune, een van de oudste privé-theaters van de stad en aan de Vaganten-Bühne. Al snel na de oprichting van Die Wühlmäuse kreeg hij zijn eerste televisie-optredens en speelde zijn eerste hoofdrol in 1974 in de televisiefilm Der Springteufel. Zijn doorbraak beleefde hij in 1975 in het slapstick-programma Nonstop Nonsens dat door de Süddeutscher Rundfunk werd uitgezonden.
In 1992 keerde Hallervorden terug naar zijn eerste liefde, het politieke cabaret. Eerst bij Sat.1 onder de titel Spottschau, een woordspeling op het in Duitsland zeer populaire programma Sportschau, en van 1994 tot 2003 bij de ARD onder de titel Hallervordens Spott-Light. Van 1996 tot '97 presenteerde hij het programma Verstehen Sie Spaß? en produceerde twaalf afleveringen van de familie-komedie Zebrella. Sinds 2005 is hij lid van het team van het programma Die Comedy-Falle van Sat.1.
Naast zijn werk als cabaretier was Hallervorden ook verantwoordelijk voor Duitstalige parodieën van onder andere You're the One That I Want (Du, die Wanne is voll, met Helga Feddersen, 1978) en Super Trouper (Super-Dudler) en produceerde eigen liedjes zoals "Ich bin der schönste Mann in unserer Mietskaserne" (1976). In totaal publiceerde hij 10 langspeelplaten en 30 singles.
Verder werkte Hallervorden regelmatig als stemacteur en leende bijvoorbeeld zijn stem aan Marty Feldman in Duitstalige versies van diens films, maar ook aan Professor Gehirnkopf in de tekenfilm Cosmic Quantum Ray dat als onderdeel van het Internationaal Jaar van de Sterrenkunde werd geproduceerd.
In 2008 verwierf hij een tienjarig huurcontract voor het Schlosspark Theater in Berlijn dat hij op eigen kosten liet renoveren. In 2009 werd het theater heropend waar hij met enige regelmaat zelf op de bühne staat.

## Filmografie

### Bioscoop

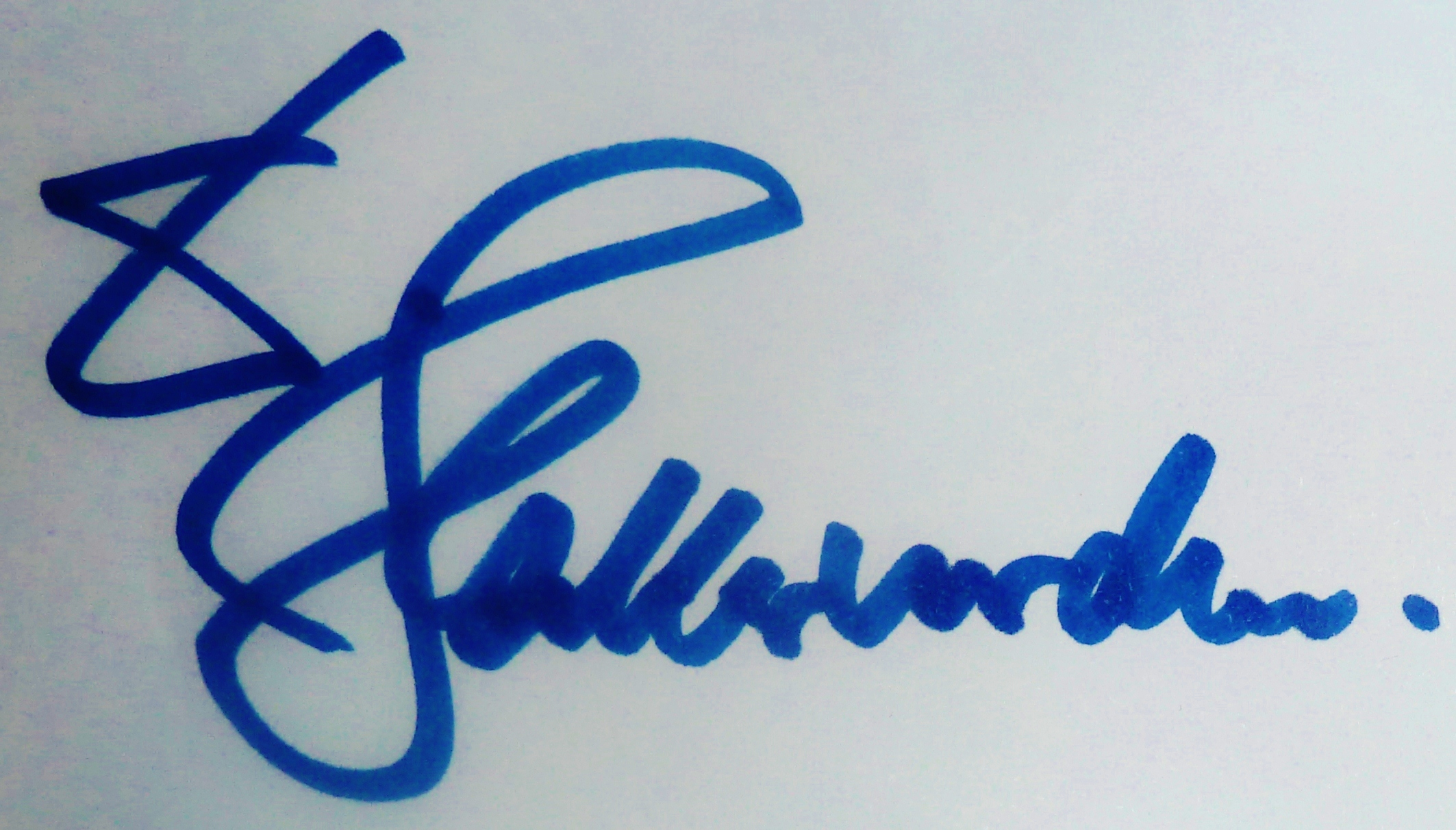
Handtekening van Dieter Hallervorden

- 1960: Die 1000 Augen des Dr. Mabuse (figurant)
- 1969: Mehrmals täglich, ook Darf ich Sie zur Mutter machen?
- 1969: Die Hochzeitsreise, ook Eine Nervensäge gegen alle
- 1972: Was? (Regie: Roman Polański)
- 1981: Stachel im Fleisch
- 1981: Ach du lieber Harry, waarvoor hij ook het draaiboek schreef
- 1981: Alles im Eimer
- 1983: Der Schnüffler
- 1983: Ist was, Kanzler?
- 1983: Zelleriesalat of Zelleriesalat und Gitterspeise en Zelleriesalat - Stationen eines wildbewegten Gaunerlebens
- 1984: Didi – Der Doppelgänger (dubbelrol)
- 1985: Didi und die Rache der Enterbten, zeven rollen.
- 1986: Didi auf vollen Touren, waarvoor hij ook het draaiboek schreef
- 1985–1986: Die Nervensäge, ook Didi – Der Untermieter (tv)
- 1987: Laus im Pelz, waarvoor hij ook het draaiboek schreef
- 1988: Didi – Der Experte
- 1990: Bei mir liegen Sie richtig
- 1991: Alles Lüge
- 2006: La Isla Bonita - Armee der Stille
- 2008: 1½ Ritter – Auf der Suche nach der hinreißenden Herzelinde
- 2012: Zettl - (bijrol)
- 2012: Das Kind
- 2012: Das Mädchen und der Tod (Het meisje en de dood)
- 2013: Sein letztes Rennen
- 2014: Quisas almadan ölmə
- 2014: Honig im Kopf
- 2016: Ostfriesisch für Anfänger
- 2017: Rock my Heart - Mein wildes Herz

- 2019: Benjamin Blümchen
- 2023: Fisch im Fell
- 2023: Ponyherz

### Televisie
- 1965: Es geschah in Berlin - Trickbetrüger Tubatzki
- 1968: Das Kriminalmuseum – Die Reifenspur
- 1970: Das Millionenspiel
- 1971: Der Zeuge
- 1972: Tatort: Rattennest
- 1972: Die Schöngrubers
- 1972–1976: Abramakabra
- 1973: Lokaltermin - Mildernde Umstände
- 1973: Kara Ben Nemsi Effendi
- 1973: Mein Onkel Benjamin
- 1974: Der Springteufel
- 1975–1980: Nonstop Nonsens (televisieserieserie)
- 1976: Herr S. kommt nicht zum Zuge
- 1980: Mein Gott, Willi!
- 1981: Onkel & Co (alternatieve naam Meisterdetectiv Willi Wusel)
- 1982: Welle Wahnsinn, waarvoor hij ook het draaiboek schreef
- 1983: Wunderland, bijrol als Tijl Uilenspiegel
- 1989: Die Didi-Show
- 1992: Spottschau
- 1992-1993: Klipp-Klapp, der Clip-Club
- 1994–2003: Hallervordens Spott-Light, waarvoor hij ook het draaiboek schreef
- 1996–1997: Verstehen Sie Spaß?
- 2000–2001: Zebralla!
- 2005-2010: Die Comedy-Falle
- 2010: In aller Freundschaft - Blattschuss
- 2011: Kissenschlacht
- 2011: Die zertanzten Schuhe
- 2011: SOKO Stuttgart – Tödliches Idyll
- 2013: SOKO 5113 - Wasserratten
- 2013: Lindenstraße (televisieserie)
- 2013: Die Spätzünder 2 – Der Himmel soll warten (televisiefilm)
- 2014: Die Dienstagsfrauen – Sieben Tage ohne (televisiefilm)
- 2015: Tiefe Wunden – Ein Taunuskrimi (televisieserie)
- 2015: Chuzpe – Klops braucht der Mensch! (televisiefilm)
- 2017: Liebe auf den ersten Trick (televisiefilm)
- 2018: Counterpart (televisieserie, 3 afleveringen)
- 2018: Endlich Witwer (televisiefilm)
- 2019: Nord Nord Mord – Sievers und die Tote im Strandkorb (televisieserie)
- 2019: Mein Freund, das Ekel (televisiefilm)
- 2019: Mord mit Ansage (2 afleveringen)
- 2019: Wer weiß denn sowas? (500e aflevering)
- 2020: The Masked Singer (2e seizoen, muziekshow)
- 2020: Schönes Schlamassel (televisiefilm)
- 2021: Wer weiß denn sowas? (792e aflevering)
- 2021: Mein Freund, das Ekel (televisieserie, 6 afleveringen)
- 2022: Oskar, das Schlitzohr und Fanny Supergirl

### Stemacteur
- 1966: Harvey Korman als grote Ali in Mister Feuerstein lebt gefährlich
- 1967: Umberto Raho als Pinto in Jonny Madoc rechnet ab
- 1972: Marty Feldman als diverse rollen in Die Marty Feldman Show
- 2006: Pierre Palmade als cryptograaf in Asterix und die Wikinger
- 2013: Doug Stone als tovenaar Lawrence in Das magische Haus
- 2015: Mel Brooks als Vlad in Hotel Transsilvanien 2
- 2016: als geit Zottel in Robinson Crusoe
- 2016: Dana Carvey als Pops in Pets
- 2018: Mel Brooks als Vlad in Hotel Transsilvanien 3 – Ein Monster Urlaub
- 2019: als magier Merlijn in Arthur und die Freunde der Tafelrunde (animatieserie)
- 2019: Dana Carvey als Pops in Pets 2
- 2019: als opa Dachs in Der kleine Rabe Socke – Suche nach dem verlorenen Schatz

## Theater (selectie)
- vanaf 2013: Die Sonny Boys als Didi, de eerste voorstelling was op 30 november 2013 in het Schlosspark Theater, Berlijn.
- 2014: Der Bürger als Edelmann als Monsieur Jourdain (Schlosspark Theater, Berlin)
- 2015: Der Bürger als Edelmann als Monsieur Jourdain (Ernst Deutsch Theater, Hamburg)
- 2016: Vor Sonnenuntergang als Matthias Clausen, de eerste voorstelling was op 16 januari 2016 in het Schlosspark Theater, Berlijn.
- ab 2017: Mosca en Volpone, de eerste voorstelling was op 7 december 2017 in het Schlosspark Theater, Berlijn.
- 2018: Kasimir en Kaukasus als stem van de goudvis & als vertaler van het Franse origineel van Francis Veber, ging in première op 12 mei 2018 in het Schlosspark Theater, Berlijn
- 2020: Gottes Lebenslauf (met Peter Bause) in het Schlosspark Theater, Berlin

## Hoorspel / luisterboek
- 2010–2014: Danei im Sternenauto (Folge 1–3, rol: Captain Unterschenkelknochen), Regie: Wolfsmehl, Radioropa
- 2018: Die jungen Detektive
- 2019: Der Hundertjährige, der zurückkam, um die Welt zu retten

## Filmdocumentaires
- Dieter Hallervorden – Ein Mann mit Humor und Tiefgang; Zum 80. Geburtstag des großen Entertainers; Portret | D 2015
- In de serie: Duitsland, je artiest Dieter Hallervorden, aflevering 35| D 2015
- ZDF History: Dieter Hallervorden – Eine deutsche Legende | D 2020

## Prijzen (selectie)
- 1981: Bambi (Nonstop Nonsens)
- 1982: Gouden Eremuts van de  Großen Brühler KG Fidele Bröhler * Falkenjäger blau-gold von 1973 e.V.
- 2003: Deutscher Comedypreis, Ereprijs
- 2005: Bayerischer Kabarettpreis, Ereprijs
- 2006: Ereburger van Dessau
- 2009: Steiger Award (besonderes Engagement)
- 2009: Prix Pantheon (Buitengewone juryprijs in de categorie Reif und Bekloppt)
- 2012: Orde van Verdienste van de deelstaat Berlijn
- 2013: Goldene Kamera ("Lebenswerk National")